# 森林環境税
森林環境税（しんりんかんきょうぜい）は、森林環境税及び森林環境譲与税に関する法律（平成31年3月29日法律第3号）に基づき、市町村（特別区を含む。以下同じ。）及び都道府県が実施する森林の整備及びその促進に関する施策の財源に充てるため個人住民税均等割に上乗せして課される税金である。国の課す税金であるが、実際の徴収は個人住民税に併せて市町村が行う。その収入額は、森林環境譲与税（しんりんかんきょうじょうよぜい）とし、市町村及び都道府県に対して譲与される。

## 納税義務者
森林環境税の納税義務者は、日本国内に住所を有する個人となっており、合計所得金額が政令で定められる一定額以下の者や、未成年者・寡婦（寡夫）・障害者に該当する者で合計所得金額が135万円以下である場合は課税されない。非課税基準は、個人住民税の均等割が課されない基準と同じのため、実際には、個人住民税の均等割が課される者に課税される。

## 税率
年間1,000円

### 納付方法
森林環境税は、住所所在市町村の個人の市町村民税の均等割の賦課徴収の例により、当該住所所在市町村の個人住民税の均等割の賦課徴収と併せて行うことになっており、納税者から見ると実質的に住民税の均等割が1,000円引き上げになったのと同じである。

### 課税開始
森林環境税は、2024年度（令和6年度）から課税される。なお、これは復興税に事実上代わる形での導入となる。

## 森林環境譲与税を活用した森林の整備
森林環境譲与税の制度と同時にこれを財源として利用した森林整備の制度（森林経営管理制度）が整備された。これは森林整備、経営管理が行われていない森林（主に人工林）を対象に、森林所有者から受託を受けた市町村もしくは再委託を受けた事業者が、森林所有者の代わりに森林経営を行う制度である。これまで手入れを行う手立てが無かった小規模所有者や不在村所有者の森林も対象になるほか、境界や所有者未確定のため放置されてきた森林の整備にも道が開けることとなり、森林の質的向上を通じ、森林の多面的機能（水源涵養や防災機能など）が高まるなど多くのメリットの発現が期待されている。豊島区では姉妹都市である埼玉県秩父市の市有林で間伐や下草刈り、遊歩道や落石防止ネットの設置を行なって「としまの森」として整備し、区民による環境交流ツアーも実施している。

## 問題点
2024年（令和6年）から始まる森林環境税の課税に先立って、2019年（平成31年）から森林環境譲与税が自治体に譲与されているが、国から具体的な活用方法が示されていないことや、自治体側の人手不足などにより活用できていないことが明らかになっている。2022年の調査では3年間で配分された約840億円のうち395億円が活用されず、大半が基金として積み立てられているという結果となった。
森林環境譲与税の譲与基準（配分の基準）は、当初、私有林人工林の面積に応じた分が50％、人口に応じた分が30％、林業従事者数に応じた分が20％となっていたことから、森林面積が少なくとも特に人口の多い大都市には多く配分されていた。例えば、渋谷区は私有林人工林の面積がゼロで林業や農業の担当係も設置されていないが、2021年度（令和3年度）までの3年間で4,600万円が譲与され基金として積み立てられた。管理している区の財政課ではNHKの取材に対し「都市部なので、林業に対する考えが及んでないというか、よくわかりません。特定の事業に使う想定はありません」と回答している。
なお、令和6年度税制改正により譲与基準が改められ、私有林人工林面積の譲与割合が55%に、人口の譲与割合が25%にそれぞれ改正されている。

## その他
なお、岐阜県においては2012年4月1日から「清流の国ぎふ森林・環境税」(県税)が創設されており、国税の森林環境税が導入後の2024年以降も2027年まで別の税として重複して課税されている。